# Blepharita longilinea
Blepharita longilinea là một loài bướm đêm trong họ Noctuidae.